# Provincia del Matabeleland Settentrionale
La provincia del Matabeleland Settentrionale è una delle 10 province dello Zimbabwe. Ha una popolazione di 827.645 abitanti e una superficie di 75.454 Km², rendendola la più grande delle 10 provincie dello Zimbabwe. Ha come capoluogo Lupane. Fa parte della regione storica del Matabeleland.
Confina a nord con lo Zambia (sul cui confine abbiamo le Cascate Vittoria, una delle principali attrazioni turistiche della Provincia e dell'intero Zimbabwe) e per un brevissimo tratto con il Mashonaland Occidentale, a est con le Midlands, a ovest con il Botswana e infine, a sud, con la Provincia di Bulawayo, quasi inglobandola, e del Matabeleland Meridionale.

## Demografia
| Censimento (Anno) | Popolazione      |
| ----------------- | ---------------- |
| 2002              | 704.948          |
| 2012              | 749.017 (+0,61%) |
| 2022              | 827.645 (+1,0%)  |

## Geografia antropica

### Suddivisioni amministrative
La provincia è divisa in 7 distretti:
- Binga
- Bubi
- Hwange
- Lupane
- Nkayi
- Tsholotsho
- Umguza